# Pac-Man
|  | Per a altres significats, vegeu «Pac-Man (desambiguació)». |

Pac-Man és un videojoc recreatiu creat pel dissenyador de videojocs Toru Iwatani de l'empresa Namco, i distribuït per Midway Games al mercat americà a principis dels anys 1980.
Quan Pac-Man es va llançar el 22 de maig de 1980, va ser tot un èxit que es va convertir en un fenomen mundial a la indústria dels videojocs, i és considerat un clàssic de la indústria i una icona dels anys 80, esdevenint un fenomen social que va portar a la creació de molt de marxandatge derivat. El joc també va acabar amb les convencions populars als videojocs arran de l'Space Invaders. Va acabar amb l'"acció shoot-em-up (disparar a tots)" per a reemplaçar-la per un format únic, humorístic i poc violent que va agradar a les noies a més dels nois.
El nom del joc prové de l'onomatopeia japonesa paku (パク), que és el so que es produeix en obrir i tancar la boca. El nom es va romanitzar com Puck-Man al Japó (en anglès puck es pronunciaria semblant a pac), però Midway ho va modificar a Pac-Man per al mercat nord-americà (i posteriorment altres mercats occidentals), ja que Puck se sembla massa a fuck, una obscenitat en anglès (De fet existeix una varietat de jocs "porno" derivats de "pacman", sent un dels més originals el "fuckman" un joc de plataforma 2D on un havia de prendre estimulants per a poder mantenir relacions amb els fantasmes).

## Desenvolupament i nomenclatura
Fins a principis dels 70 Namco s'havia especialitzat principalment en kiddie rides per botigues japoneses. Masaya Nakamura, el fundador de Namco, va veure el potent valor dels videojocs, i començà a dirigir la companyia cap a jocs de màquina recreativa, començant amb electromagnètics com F-1. Més tard va contracar enginyers de software per desenvolupar els seus propis videojocs per competir amb companyies com Atari, Inc.
Pac-Man va ser un dels primers jocs desenvolupats per aquest nou departament de Namco. El joc va ser desenvolupat pel jove empleat Toru Iwatani en el transcurs d'1 any, començant l'abril de 1979, contractant un equip de nou homes. Estava basat en el concepte de menjar, i el títol original era Pakkuman (パックマン), inspirat en la frase onomatopeica paku-paku taberu, on paku-paku descriu el so del moviment de la boca quan és oberta i després tancada en successió.
Tot i que Iwatani havia dit repetidament que la forma del personatge estava inspirat en una pizza a la qual li faltava un tros, va admetre en una entrevista en el 1986 que això no era completament cert, i que el disseny també provenia de la simplificació i arrodoniment del caràcter Kanji, kuchi (口). Iwatani va intentar arribar a una audiència més àmplia, més enllà de nens i adolescents. La seva intenció era atraure les noies als jocs arcade perquè s'havia adonat que n'hi havia pocs als quals les dones se sentien atretes en aquell temps. Això el va portar a afegir elements com el laberint, així com fantasmes bonics com a personatges enemics. Menjar per guanyar poder, segons Iwatani, era un concepte que havia agafat de Popeye. El resultat va ser Puck Man com a nom del joc, a referència de la forma de disc d'hoquei del personatge principal. Més tard, el 1908, el joc va ser seleccionat per manufacturar en Estats Units per la divisió Midway, el qual va fer canviar el nom de Puck Man a Pac-Man en un intent d'evitar vandalisme de gent canviant la lletra "P" per la llentra "F", creant la paraula fuck. El gabinet d'art també va canviar i el nivell de dificultat va augmentar per cridar l'atenció d'audiències de l'oest.

## Descripció
Pac-Man és un cercle groc amb boca que s'introdueix en laberints per a menjar punts i premis. Un nivell s'acaba quan Pac-Man ha menjat tots els punts. No obstant això, quatre monstres, Shadow (Blinky), Speedy (Pinky), Bashful (Inky) i Pokey (Clyde), recorren el laberint per a intentar menjar a Pac-Man. Són, respectivament, vermell, rosa, blau clar i taronja. En l'original Puck-Man, es diuen Akabei, Pinky, Aosuke i Guzut. Encara que no són iguals. Mentre Blinky és molt ràpid, i té l'habilitat de trobar-te en l'escenari, Inky és molt lent i moltes vegades evitarà l'enfrontament amb Pac-Man. Hi ha quatre punts especials prop dels cantons del laberint, i que proporcionen a Pac-Man l'habilitat temporal de menjar-se als monstres (tots ells es tornen blaus mentre Pac-Man té aquesta habilitat), que es regeneren a "casa" (una caixa situada en el centre del laberint). El temps que els monstres romanen vulnerables varia segons la pantalla, però tendeix a decréixer a mesura que progressa el joc, i al cap de moltes pantalles els punts especials no tenen cap efecte sobre els monstres. Mentre que en el nivell 5 l'efecte dura molt poc, en el nivell 6 dura uns segons més. Hi ha unes intermissions entre algunes pantalles (entre la 2 i la 3, 5 i 6, 9 i 10 i posteriorment cada quatre pantalles) en què es veuen escenes humorístiques sobre Pac-Man i els monstres.
A més, Pac-Man pot obtenir punts addicionals si passa per un símbol que apareix dues vegades per pantalla just sota la caixa en el centre del laberint d'on surten els monstres. El símbol canvia cada pantalla o dues, i el seu valor en punts augmenta, de manera que dues cireres (el premi de la primera pantalla) valen 100 punts, mentre que l'últim símbol, la clau, val 5.000.

Pac-Man

El videojoc té exactament 255 pantalles completament jugables, sent aquest el major nombre que es pot expressar amb vuit xifres en el sistema binari. Encara que, tècnicament, existeix un nivell 256, la part dreta de la pantalla està espatllada, veient-se com un munt de text i fent que el joc sigui pràcticament injugable. Els entusiastes de Pac-Man es refereixen a aquest nivell com el "Nivell Final", el "Nivell de la Pantalla Partida" (Split-Screen Level) o senzillament com el final de Pac-Man. Encara que es diu que algú que tingui suficients coneixements de la forma dels laberints pot jugar-ho, se sol considerar imbatible.

## Implementació
El moviment dels monstres és estrictament determinista: no hi ha cap aleatorietat, i ni tan sols pseudoaleatorietat, en els algoritmes que trien els seus recorreguts. Així, es pot aprendre a jugar indefinidament a través de la memorització de seqüències específiques de moviments per a cada nivell ("patrons", en anglès patterns). Una revisió posterior de la programació del joc va alterar el comportament, però seguia sense ser aleatori, i per aquest motiu es van dissenyar nous patrons per a completar els nivells.
Els diferents fantasmes són:
- Blinky, el fantasma vermell, és el més agressiu, sempre perseguirà Pac-Man pel laberint. A més, quan Pac-Man recull un cert nombre de punts en cada nivell, la velocitat de Blinky augmenta substancialment.

- Pinky, el fantasma rosa, normalment seguirà Blinky, encara que ocasionalment es perdi. És el primer a canviar de direcció quan s'apropa el final del nivell, per la qual cosa és millor mantenir-se'n lluny quan quedin poc punts en pantalla.

- Inky, el fantasma blau, sempre tracta de tallar el pas a en Pac-Man. No és perillós per si mateix, però en combinació amb Blinky i Pinky resulta letal, ja que entre els tres acaben per encerclar el jugador despistat.

- Clyde, el fantasma taronja, és el més estúpid dels quatre. Normalment el seu comportament és erràtic i no sol anar darrere de Pac-Man, sinó que simplement fa voltes pel laberint. Pot resultar tan perillós com inofensiu, precisament per la incapacitat de preveure'n els moviments.

## Esdeveniments històrics

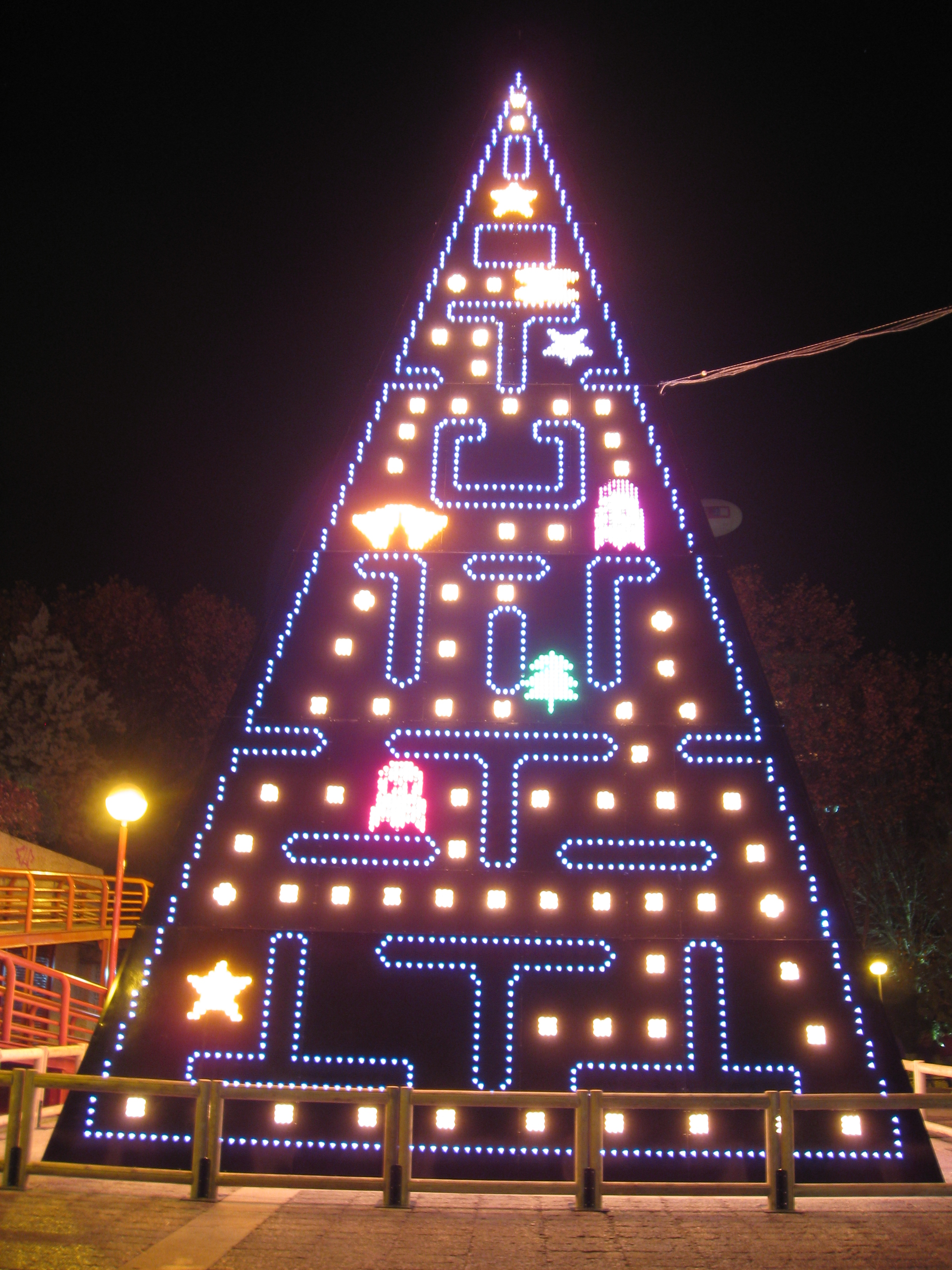
Decoració nadalenca inspirada en Pac-Man

Billy Mitchell, en 1999 va jugar per primera vegada una partida perfecta de Pac-Man, entenent-se com tal una partida en què el jugador ha de completar els 255 nivells amb la puntuació màxima sense ser capturat ni una sola vegada. La puntuació màxima és de 3.333.560 punts.
No obstant això, al desembre de 1982, un nen de vuit anys anomenat Jeffrey R. Yee va rebre una carta del llavors president dels Estats Units Ronald Reagan en què li felicitava per haver aconseguit el rècord mundial de 6.131.940 punts, una puntuació que només es pot aconseguir si el jugador passa pel nivell de la pantalla partida. Es debat acaloradament sobre si aquest fet realment va tenir lloc o no en els cercles de videojocs des de llavors. Billy Mitchell va oferir 100.000 dòlars al que pogués completar (i demostrar que ho havia fet) el nivell de la pantalla partida abans de l'1 de gener del 2000, no obstant això ningú va poder assolir-ho.